# Hoher Ziegspitz
Le Hoher Ziegspitz est un sommet des Alpes, à 1 864 m, dans les Alpes d'Ammergau, en Allemagne (Bavière).